# UEFA Champions League 2023-2024 (qualificazioni)
La fase di qualificazione della UEFA Champions League 2023-2024 si è disputata tra il 27 giugno e il 30 agosto 2023. Hanno partecipato a questa prima fase della competizione 52 club: sei di essi si sono qualificati alla successiva fase a gironi, composta da 32 squadre.

## Date
| Turno             | Sorteggio             | Andata                      | Ritorno                     |
| ----------------- | --------------------- | --------------------------- | --------------------------- |
| Turno preliminare | 13 giugno 2023 (Nyon) | 27 giugno 2023 (semifinali) | 27 giugno 2023 (semifinali) |
| Turno preliminare | 13 giugno 2023 (Nyon) | 30 giugno 2023 (finale)     |                             |
| Primo turno       | 20 giugno 2023 (Nyon) | 11-12 luglio 2023           | 18-19 luglio 2023           |
| Secondo turno     | 21 giugno 2023 (Nyon) | 25-26 luglio 2023           | 1º-2 agosto 2023            |
| Terzo turno       | 24 luglio 2023 (Nyon) | 8-9-15 agosto 2023          | 15-19 agosto 2023           |
| Spareggi          | 7 agosto 2023 (Nyon)  | 22-23 agosto 2023           | 29-30 agosto 2023           |

## Squadre
| Legenda | Legenda                                                           |
| --- | ----------------------------------------------------------------- |
| I club vincitori del terzo turno avanzano al turno di spareggi |                                                                   |
| I club sconfitti nel terzo turno accedono agli spareggi (se partecipanti tra i Campioni) o alla fase a gironi (se partecipanti tra le Piazzate) dell'Europa League |                                                                   |
| I club sconfitti nel secondo turno accedono al terzo turno dell'Europa League                                                                                      |                                                                   |
| I club sconfitti nel turno preliminare e | nel primo turno accedono al secondo turno della Conference League |

| Squadre             | Coeff    |
| Campioni            | Campioni |
| ------------------- | -------- |
| Sparta Praga        | 34.500   |
| AEK Atene           | 11.000   |
| Piazzate            |          |
| Rangers             | 54.000   |
| Braga               | 44.000   |
| PSV                 | 43.000   |
| Olympique Marsiglia | 33.000   |
| Sturm Graz          | 12.500   |
| TSC Bačka Topola    | 6.475    |

| Squadre         | Coeff    |
| Campioni        | Campioni |
| --------------- | -------- |
| Dinamo Zagabria | 55.000   |
| Copenaghen      | 40.500   |
| Galatasaray     | 31.500   |
| Molde           | 24.000   |
| Arīs Limassol   | 4.895    |
| Piazzate        |          |
| Genk            | 18.000   |
| Dnipro          | 8.000    |
| Servette        | 6.335    |
| Panathīnaïkos   | 5.045    |

| Squadre           | Coeff    |
| Campioni          | Campioni |
| ----------------- | -------- |
| Ferencváros       | 27.000   |
| Qarabağ           | 25.000   |
| Slovan Bratislava | 24.500   |
| Ludogorec         | 21.000   |
| Sheriff Tiraspol  | 19.500   |
| BATĖ Borisov      | 15.000   |
| Astana            | 14.000   |
| Maccabi Haifa     | 13.000   |
| Žalgiris          | 11.000   |
| HJK               | 11.000   |
| Flora Tallinn     | 10.500   |
| Shamrock Rovers   | 9.000    |
| The New Saints    | 9.000    |
| Olimpia Lubiana   | 9.000    |
| Zrinjski Mostar   | 8.500    |

| Squadre           | Coeff    |
| Campioni          | Campioni |
| ----------------- | -------- |
| Lincoln Red Imps  | 8.500    |
| KÍ Klaksvík       | 8.000    |
| Dinamo Tbilisi    | 7.500    |
| Raków Częstochowa | 5.000    |
| Partizani Tirana  | 5.000    |
| Häcken            | 4.750    |
| Farul Costanza    | 4.100    |
| Valmiera          | 3.500    |
| Ballkani          | 3.000    |
| Larne             | 3.000    |
| Urartu            | 3.000    |
| Ħamrun Spartans   | 2.500    |
| Swift Hesperange  | 1.800    |
| Struga            | 1.100    |

| Squadre          | Coeff    |
| Campioni         | Campioni |
| ---------------- | -------- |
| Budućnost        | 7.500    |
| Breiðablik       | 6.000    |
| Tre Penne        | 4.000    |
| Atlètic Escaldes | 1.033    |

## Risultati

### Turno preliminare
Il turno preliminare consiste in due semifinali che si sono disputate il 27 giugno 2023 e la finale il 30 giugno 2023. Il sorteggio del turno preliminare si è svolto il 13 giugno 2023.

#### Sorteggio
Partecipano al turno preliminare 4 squadre, sorteggiate in due accoppiamenti con partita unica, la posizione delle squadre come teste di serie, è basato sul coefficiente UEFA per club del 2023, con due teste di serie e due non teste di serie in semifinale, con le due vincitrici che si affrontano nella finale per l'accesso al primo turno in gara secca. Le partite si svolgeranno al Kópavogsvöllur di Kópavogur, in Islanda, quindi la prima squadra sorteggiata negli accoppiamenti delle semifinali, e nella finale (tra le due vincitrici delle semifinali, la cui identità non era nota al momento della sorteggio), sarebbe la squadra "di casa" ai fini amministrativi.
Le squadre eliminate nel turno preliminare saranno sorteggiate nel percorso Campioni del secondo turno di qualificazione della UEFA Europa Conference League.
| Teste di serie | Coeff | Non teste di serie | Coeff |
| -------------- | ----- | ------------------ | ----- |
| Budućnost      | 7.500 | Tre Penne          | 4.000 |
| Breiðablik     | 6.000 | Atlètic Escaldes   | 1.033 |

#### Risultati
| Squadra 1        | Risultato  | Squadra 2  |
| Semifinali       | Semifinali | Semifinali |
| ---------------- | ---------- | ---------- |
| Atlètic Escaldes | 0 - 3      | Budućnost  |
| Tre Penne        | 1 - 7      | Breiðablik |
| Finale           |            |            |
| Budućnost        | 0 - 5      | Breiðablik |

##### Semifinali
| Arbitro: | Marcel Birsan |

|  |           |                                            |
|  | Marcatori | 14’ (rig.), 60’ Sekulić 21’ (aut.) Sánchez |

| Arbitro: | Mads-Kristoffer Kristoffersen |

|              |           |                                                                                          |
| Barretta 31’ | Marcatori | 6’, 89’ Gunnlaugsson 25’, 90+2’ Hlynsson 45+2’ Olsen 67’ S. Sigurdarson 74’ V. Einarsson |

##### Finale
| Arbitro: | Krzysztof Jakubik |

|  |           |                                                                                     |
|  | Marcatori | 5’ V. Einarsson 22’ S. Sigurdarson 29’ Eyjólfsson 33’ Gunnlaugsson 74’ Svanthorsson |

### Primo turno

#### Sorteggio
Il sorteggio del primo turno di qualificazione si è tenuto il 20 giugno 2023.
Partecipano al primo turno di qualificazione, un totale di 30 squadre: 29 squadre che entrano in questo turno, e 1 vincitore del turno preliminare. La posizione delle squadre come teste di serie, è basato sui coefficienti UEFA per club del 2023. Per il vincitore del turno preliminare, la cui identità non era nota al momento del sorteggio, è stato utilizzato il coefficiente di club della squadra rimanente con il punteggio più alto. Prima del sorteggio, la UEFA ha formato tre gironi da dieci squadre (cinque teste di serie e cinque non teste di serie) secondo i principi stabiliti dal Comitato Competizioni per Club. La prima squadra estratta in ogni accoppiamento è la squadra che giocherà in casa la gara di andata.
Le squadre eliminate nel primo turno di qualificazione saranno sorteggiate nel percorso Campioni del secondo turno di qualificazione della UEFA Europa Conference League. Ad eccezione delle perdenti tra Lincoln Red Imps–Qarabağ e Raków Częstochowa–Flora Tallinn che saranno inserite nel sorteggio per il terzo turno di qualificazione della stessa competizione.
| Gruppo 1                                                      | Gruppo 1                                      | Gruppo 2                                                    | Gruppo 2                                                           | Gruppo 3                                                           | Gruppo 3                                                              |
| Teste di serie                                                | Non teste di serie                            | Teste di serie                                              | Non teste di serie                                                 | Teste di serie                                                     | Non teste di serie                                                    |
| ------------------------------------------------------------- | --------------------------------------------- | ----------------------------------------------------------- | ------------------------------------------------------------------ | ------------------------------------------------------------------ | --------------------------------------------------------------------- |
| Ferencváros Ludogorec Žalgiris Shamrock Rovers The New Saints | KÍ Klaksvík Breiðablik Häcken Ballkani Struga | Qarabağ Slovan Bratislava HJK Flora Tallinn Olimpia Lubiana | Lincoln Red Imps Raków Częstochowa Valmiera Larne Swift Hesperange | Sheriff Tiraspol BATĖ Borisov Astana Maccabi Haifa Zrinjski Mostar | Dinamo Tbilisi Partizani Tirana Farul Costanza Urartu Ħamrun Spartans |

#### Risultati
| Squadra 1         | Totale          | Squadra 2        | Andata | Ritorno     |
| ----------------- | --------------- | ---------------- | ------ | ----------- |
| Häcken            | 5 - 1           | The New Saints   | 3 - 1  | 2 - 0       |
| Ballkani          | 2 - 4           | Ludogorec        | 2 - 0  | 0 - 4       |
| Shamrock Rovers   | 1 - 3           | Breiðablik       | 0 - 1  | 1 - 2       |
| Žalgiris          | 2 - 1           | Struga           | 0 - 0  | 2 - 1       |
| KÍ Klaksvík       | 3 - 0           | Ferencváros      | 0 - 0  | 3 - 0       |
| Olimpia Lubiana   | 4 - 2           | Valmiera         | 2 - 1  | 2 - 1       |
| HJK               | 3 - 2           | Larne            | 1 - 0  | 2 - 2 (dts) |
| Lincoln Red Imps  | 1 - 6           | Qarabağ          | 1 - 2  | 0 - 4       |
| Raków Częstochowa | 4 - 0           | Flora Tallinn    | 1 - 0  | 3 - 0       |
| Slovan Bratislava | 3 - 1           | Swift Hesperange | 1 - 1  | 2 - 0       |
| Farul Costanza    | 1 - 3           | Sheriff Tiraspol | 1 - 0  | 0 - 3 (dts) |
| Ħamrun Spartans   | 1 - 6           | Maccabi Haifa    | 0 - 4  | 1 - 2       |
| Urartu            | 3 - 3 (3-4 dtr) | Zrinjski Mostar  | 0 - 1  | 3 - 2 (dts) |
| Partizani Tirana  | 1 - 3           | BATĖ Borisov     | 1 - 1  | 0 - 2       |
| Astana            | 3 - 2           | Dinamo Tbilisi   | 1 - 1  | 2 - 1       |

##### Andata
| Arbitro: | Philip Farrugia |

|  |           |           |
|  | Marcatori | 89’ Senić |

| Arbitro: | Vitālijs Spasjoņņikovs |

|           |           |                         |
| Gómez 25’ | Marcatori | 58’ Xhixha 90+4’ Benzia |

| Vilnius 11 luglio 2023, ore 18:00 CEST ritorno → | Žalgiris       | 0 – 0 referto | Struga | Stadio LFF (4 647 spett.)\| Arbitro: \| Elchin Masiyev \| |
| Arbitro:                                         | Elchin Masiyev |               |        |                                                           |

| Arbitro: | Andrei Chivulete |

|                         |           |          |
| Nukić 42’ Rui Pedro 74’ | Marcatori | 87’ Diop |

| Arbitro: | Arda Kardeşler |

|              |           |  |
| Kočerhin 54’ | Marcatori |  |

| Arbitro: | Donald Robertson |

|  |           |                                           |
|  | Marcatori | 41’, 64’ Pierrot 45+3’ David 85’ Khalaili |

| Arbitro: | Gal Leibovitz |

|                         |           |  |
| Korenica 45+1’ Zyba 55’ | Marcatori |  |

| Klaksvík 11 luglio 2023, ore 20:45 CEST ritorno → | KÍ Klaksvík   | 0 – 0 referto | Ferencváros | Við Djúpumýrar (1 010 spett.)\| Arbitro: \| Juri Frischer \| |
| Arbitro:                                          | Juri Frischer |               |             |                                                              |

| Arbitro: | Nathan Verboomen |

|          |           |                |
| Cara 66’ | Marcatori | 58’ Ancileŭski |

| Arbitro: | Chrysovalantis Theouli |

|  |           |               |
|  | Marcatori | 39’ Muminović |

| Arbitro: | Christian-Petru Ciochirca |

|               |           |           |
| Aýımbetov 11’ | Marcatori | 57’ Sigua |

| Arbitro: | Goga Kikacheishvili |

|                     |           |  |
| Radulović 3’ (rig.) | Marcatori |  |

| Arbitro: | Henrik Nalbandyan |

|                                  |           |             |
| Sadiq 7’ Rygaard 13’ Hovland 37’ | Marcatori | 32’ McManus |

| Arbitro: | Sander van der Eijk |

|          |           |  |
| Kiki 56’ | Marcatori |  |

| Arbitro: | Viktor Kopiievskyi |

|           |           |                  |
| Weiss 25’ | Marcatori | 22’ (rig.) Stolz |

##### Ritorno
| Arbitro: | Darren England |

|                    |           |                              |
| Ibraimi 76’ (rig.) | Marcatori | 78’ Kendyš 84’ (aut.) Neziri |

| Arbitro: | Marian Alexandru Barbu |

|  |           |                                     |
|  | Marcatori | 47’, 59’ Zwoliński 85’ Papanikolaou |

| Arbitro: | Miguel Nogueira |

|                                           |           |  |
| Talal 45+1’ Ngom Mbekeli 99’ Ademo 105+1’ | Marcatori |  |

| Arbitro: | Igor Pajač |

|                          |           |           |
| Shuranov 69’ Pierrot 84’ | Marcatori | 32’ Mbong |

| Arbitro: | Dario Bel |

|  |           |                       |
|  | Marcatori | 19’ Sadiq 90+1’ Sonko |

| Arbitro: | Peter Kjaesgaard |

|                                    |                      |                                                         |
| Bilbija 27’ Kiš 94’ (rig.)         | Marcatori            | 74’, 90+1’ (rig.) Grigoryan 105+3’ Maksimenko           |
| Kiš Kožulj Zlomislić Senić Barišić | Tiri di rigore 4 – 3 | Maksimenko Özbiliz Grigoryan Eduardo Teixeira Ghazaryan |

| Arbitro: | Kevin Clancy |

|                               |           |  |
| Mal'kevič 71’ Shestyuk 90+12’ | Marcatori |  |

| Arbitro: | Adam Ladebäck |

|                                   |           |           |
| Svanthorsson 16’ Gunnlaugsson 58’ | Marcatori | 65’ Burke |

| Arbitro: | Cesar Soto Grado |

|          |           |                                  |
| Mena 82’ | Marcatori | 33’ Rui Pedro 64’ Muhamedbegovic |

| Arbitro: | David Smajc |

|  |           |                                          |
|  | Marcatori | 8’ (rig.), 32’ Frederiksberg 45+1’ Kassi |

| Arbitro: | Eldorjan Hamiti |

|                                                     |           |  |
| Zoubir 7’ Mustafazadə 45+1’ Xhixha 49’ Janković 62’ | Marcatori |  |

| Arbitro: | Stuart Attwell |

|            |           |                           |
| Camara 22’ | Marcatori | 50’ Beýsebekov 51’ Darboe |

| Arbitro: | Luca Pairetto |

|                                               |           |  |
| Tekpetey 4’, 45+1’ Tissera 49’ Caio Vidal 78’ | Marcatori |  |

| Arbitro: | Abdulkadir Bitigen |

|  |           |                              |
|  | Marcatori | 55’ (rig.), 62’ (rig.) Weiss |

| Arbitro: | Aristotelis Diamantopoulos |

|                              |           |                            |
| Bonis 65’ (rig.) Thomson 87’ | Marcatori | 26’ Ollila 97’ (aut.) Want |

### Secondo turno

#### Sorteggio
Il sorteggio per il secondo turno di qualificazione si è svolto il 24 luglio 2023.
Al secondo turno di qualificazione giocheranno un totale di 24 squadre. Saranno divisi in due percorsi:
- Campioni (20 squadre): 5 squadre che entrano in questo turno e 15 vincitrici del primo turno di qualificazione.
- Piazzate (4 squadre): 4 squadre che entrano in questo turno.

La posizione delle squadre come teste di serie si è basato sui coefficienti UEFA per club del 2022. Per i vincitori del primo turno di qualificazione, la cui identità non era nota al momento del sorteggio, è stato utilizzato il coefficiente della squadra con il punteggio più alto per ogni accoppiamento. Prima del sorteggio, la UEFA ha formato tre gironi del Percorso Campioni, due di sei squadre (tre teste di serie e tre non teste di serie) e una di otto squadre (quattro teste di serie e quattro non teste di serie), secondo i principi stabiliti dal Comitato Competizioni per Club. 
La prima squadra estratta in ogni accoppiamento è la squadra che giocherà in casa la gara di andata.
Le perdenti del Percorso Campioni saranno sorteggiate al terzo turno di qualificazione dell'Europa League Percorso Campioni, mentre le perdenti del Percorso Piazzate saranno sorteggiate al terzo turno di qualificazione dell'Europa League Percorso Piazzate.
| Gruppo 1                      | Gruppo 1                                   | Gruppo 2                     | Gruppo 2              | Gruppo 3                                                        | Gruppo 3                                           |
| Teste di serie                | Non teste di serie                         | Teste di serie               | Non teste di serie    | Teste di serie                                                  | Non teste di serie                                 |
| ----------------------------- | ------------------------------------------ | ---------------------------- | --------------------- | --------------------------------------------------------------- | -------------------------------------------------- |
| Galatasaray Qarabağ Ludogorec | Žalgiris Raków Częstochowa Olimpia Lubiana | Copenaghen KÍ Klaksvík Molde | HJK Breiðablik Häcken | Dinamo Zagabria Slovan Bratislava Sheriff Tiraspol BATĖ Borisov | Astana Maccabi Haifa Zrinjski Mostar Arīs Limassol |

| Teste di serie | Non teste di serie     |
| -------------- | ---------------------- |
| Genk Dnipro-1  | Servette Panathīnaïkos |

#### Risultati
| Squadra 1         | Totale          | Squadra 2         | Andata   | Ritorno     |
| Campioni          | Campioni        | Campioni          | Campioni | Campioni    |
| ----------------- | --------------- | ----------------- | -------- | ----------- |
| Žalgiris          | 2 - 3           | Galatasaray       | 2 - 2    | 0 - 1       |
| Ludogorec         | 2 - 3           | Olimpia Lubiana   | 1 - 1    | 1 - 2       |
| Raków Częstochowa | 4 - 3           | Qarabağ           | 3 - 2    | 1 - 1       |
| KÍ Klaksvík       | 3 - 3 (4-3 dtr) | Häcken            | 0 - 0    | 3 - 3 (dts) |
| HJK               | 1 - 2           | Molde             | 1 - 0    | 0 - 2       |
| Breiðablik        | 3 - 8           | Copenaghen        | 0 - 2    | 3 - 6       |
| Sheriff Tiraspol  | 2 - 4           | Maccabi Haifa     | 1 - 0    | 1 - 4 (dts) |
| Arīs Limassol     | 11 - 5          | BATĖ Borisov      | 6 - 2    | 5 - 3       |
| Zrinjski Mostar   | 2 - 3           | Slovan Bratislava | 0 - 1    | 2 - 2       |
| Dinamo Zagabria   | 6 - 0           | Astana            | 4 - 0    | 2 - 0       |
| Piazzate          |                 |                   |          |             |
| Dnipro-1          | 3 - 5           | Panathīnaïkos     | 1 - 3    | 2 - 2       |
| Servette          | 3 - 3 (4-1 dtr) | Genk              | 1 - 1    | 2 - 2 (dts) |

##### Andata

###### Campioni
| Arbitro: | Luís Godinho |

|                              |           |                             |
| Oyewusi 48’ Kazlauskas 90+2’ | Marcatori | 75’ Bardakcı 78’ Dervişoğlu |

| Arbitro: | Sven Jablonski |

|              |           |  |
| Keskinen 25’ | Marcatori |  |

| Arbitro: | Guillermo Cuadra Fernández |

|                                     |           |  |
| Petković 36’ Ivanušec 41’, 43’, 56’ | Marcatori |  |

| Arbitro: | Bram Van Driessche |

|  |           |            |
|  | Marcatori | 53’ Zuberu |

| Arbitro: | Gergő Bogár |

|  |           |                     |
|  | Marcatori | 1’ Larsson 32’ Falk |

| Arbitro: | Sebastian Gishamer |

|           |           |  |
| Talal 28’ | Marcatori |  |

| Arbitro: | Yigal Frid |

|                                                                                        |           |                             |
| Gomis 17’ (rig.), 60’ Bengtsson 32’ Bane 40’ (aut.) Montnor 83’ Stępiński 90+1’ (rig.) | Marcatori | 48’ Kancavy 65’ Chadarkevič |

| Arbitro: | Lukas Fähndrich |

|                                                   |           |                 |
| Cəfərquliyev 55’ (aut.) Piasecki 71’ Kittel 90+1’ | Marcatori | 73’, 75’ Xhixha |

| Arbitro: | Rohit Saggi |

|            |           |            |
| Yankov 44’ | Marcatori | 14’ Elšnik |

| Klaksvík 26 luglio 2023, ore 20:45 CEST ritorno → | KÍ Klaksvík   | 0 – 0 referto | Häcken | Við Djúpumýrar (1 224 spett.)\| Arbitro: \| Michal Ocenáš \| |
| Arbitro:                                          | Michal Ocenáš |               |        |                                                              |

###### Piazzate
| Arbitro: | Daniele Chiffi |

|            |           |                                             |
| Tančyk 90’ | Marcatori | 10’ Šporar 74’ Đuričić 84’ (rig.) Iōannidīs |

| Arbitro: | István Vad |

|              |           |               |
| Rouiller 78’ | Marcatori | 21’ Arokodare |

##### Ritorno

###### Campioni
| Arbitro: | Christian Dingert |

|                   |           |              |
| Elšnik 18’, 90+2’ | Marcatori | 15’ Despodov |

| Arbitro: | Morten Krogh |

|                                                     |           |                                                           |
| Hramyka 25’ (rig.) Martynov 48’ Lapceŭ 90+3’ (rig.) | Marcatori | 8’ Babicka 26’ Gomis 35’ Caju 56’ Bengtsson 74’ Stępiński |

| Arbitro: | Jérémie Pignard |

|                      |           |                           |
| Čavrić 5’ Zuberu 66’ | Marcatori | 75’ Barišić 90+3’ Ivančić |

| Arbitro: | Dennis Higler |

|  |           |                                |
|  | Marcatori | 24’ (aut.) Marochkın 89’ Marin |

| Arbitro: | Sven Jablonski |

|            |           |           |
| Xhixha 60’ | Marcatori | 52’ Tudor |

| Arbitro: | Andrew Madley |

|                                            |                      |                                                 |
| Sana 24’ Layouni 48’ Sadiq 105+1’          | Marcatori            | 17’, 53’ Frederiksberg 109’ (aut.) Abrahamsson  |
| Hovland Layouni Gustafson Rygaard Sandberg | Tiri di rigore 3 – 4 | Frederiksberg Andreasen Da Silva Gussiås Forren |

| Arbitro: | Igor Pajač |

|                                    |           |  |
| Eriksen 74’ (aut.) Brynhildsen 89’ | Marcatori |  |

| Arbitro: | Damian Sylwestrzak |

|                                                |           |                  |
| Chery 33’ Jaber 85’ David 105+2’ Shuranov 107’ | Marcatori | 20’ (rig.) Talal |

| Arbitro: | Fabio Maresca |

|                                                                 |           |                                                  |
| Gonçalves 33’ Achouri 35’ Larsson 37’ Óskarsson 45+1’, 47’, 56’ | Marcatori | 9’ Svanþórsson 51’ Steindórsson 75’ Gunnlaugsson |

| Arbitro: | Willy Delajod |

|             |           |  |
| Mertens 31’ | Marcatori |  |

###### Piazzate
| Arbitro: | Bastian Dankert |

|                 |           |                        |
| Šporar 15’, 70’ | Marcatori | 24’ Dovbyk 54’ Sarapij |

| Arbitro: | Novak Simović |

|                                 |                      |                                    |
| Trésor 28’ (rig.) Arokodare 51’ | Marcatori            | 36’ Cognat 63’ Bedia               |
| Hrošovský Cuesta Arokodare      | Tiri di rigore 1 – 4 | Touati Guillemenot Severin Rodelin |

### Terzo turno

#### Sorteggio
Il sorteggio per il terzo turno di qualificazione si è tenuto il 24 luglio 2023, 12:00 CEST.
Al terzo turno di qualificazione giocheranno un totale di 20 squadre. Saranno divisi in due percorsi:
- Campioni (12 squadre): 2 squadre che entrano in questo turno e 10 vincitrici del secondo turno di qualificazione (Percorso campioni).
- Piazzate (8 squadre): 6 squadre che entrano in questo turno e 2 vincitrici del secondo turno di qualificazione (Percorso piazzate).

La posizione delle squadre come teste di serie si è basato sui coefficienti UEFA per club del 2023. Per le vincitrici del secondo turno di qualificazione, la cui identità non sarà nota al momento del sorteggio, verrà utilizzato il coefficiente della squadra con il punteggio più alto per ogni accoppiamento. 
La prima squadra estratta in ogni accoppiamento è la squadra che giocherà in casa la gara di andata.
Le vincitrici degli spareggi avanzeranno agli spareggi del rispettivo percorso. Le perdenti del Percorso Campioni saranno trasferite al turno di spareggio dell'Europa League, mentre le perdenti del Percorso Piazzate saranno trasferite alla fase a gironi dell'Europa League.
| Gruppo 1                                            | Gruppo 1                              | Gruppo 2                     | Gruppo 2                                 |
| Teste di serie                                      | Non teste di serie                    | Teste di serie               | Non teste di serie                       |
| --------------------------------------------------- | ------------------------------------- | ---------------------------- | ---------------------------------------- |
| Dinamo Zagabria Raków Częstochowa Slovan Bratislava | Maccabi Haifa Arīs Limassol AEK Atene | Copenaghen Galatasaray Molde | Olimpia Lubiana Sparta Praga KÍ Klaksvík |

| Gruppo 1                              | Gruppo 1                                           |
| Teste di serie                        | Non teste di serie                                 |
| ------------------------------------- | -------------------------------------------------- |
| Rangers Braga PSV Olympique Marsiglia | Servette Sturm Graz Panathīnaïkos TSC Bačka Topola |

#### Risultati
| Squadra 1         | Totale          | Squadra 2           | Andata   | Ritorno     |
| Campioni          | Campioni        | Campioni            | Campioni | Campioni    |
| ----------------- | --------------- | ------------------- | -------- | ----------- |
| Raków Częstochowa | 3 - 1           | Arīs Limassol       | 2 - 1    | 1 - 0       |
| Slovan Bratislava | 2 - 5           | Maccabi Haifa       | 1 - 2    | 1 - 3       |
| Dinamo Zagabria   | 3 - 4           | AEK Atene           | 1 - 2    | 2 - 2       |
| Olimpia Lubiana   | 0 - 4           | Galatasaray         | 0 - 3    | 0 - 1       |
| Copenaghen        | 3 - 3 (4-2 dtr) | Sparta Praga        | 0 - 0    | 3 - 3 (dts) |
| KÍ Klaksvík       | 2 - 3           | Molde               | 2 - 1    | 0 - 2 (dts) |
| Piazzate          |                 |                     |          |             |
| Braga             | 7 - 1           | TSC Bačka Topola    | 3 - 0    | 4 - 1       |
| Rangers           | 3 - 2           | Servette            | 2 - 1    | 1 - 1       |
| Panathīnaïkos     | 2 - 2 (5-3 dtr) | Olympique Marsiglia | 1 - 0    | 1 - 2 (dts) |
| PSV               | 7 - 2           | Sturm Graz          | 4 - 1    | 3 - 1       |

##### Andata

###### Campioni
| Arbitro: | Duje Strukan |

|                                 |           |               |
| Kočerhin 7’ Piasecki 63’ (rig.) | Marcatori | 89’ Mayambela |

| Copenaghen 8 agosto 2023, ore 20:00 CEST ritorno → | Copenaghen     | 0 – 0 referto | Sparta Praga | Stadio Parken (27 170 spett.)\| Arbitro: \| Benoît Bastien \| |
| Arbitro:                                           | Benoît Bastien |               |              |                                                               |

| Arbitro: | Əliyar Ağayev |

|                        |           |            |
| Frederiksberg 64’, 86’ | Marcatori | 49’ Eikrem |

| Arbitro: | Andreas Ekberg |

|  |           |                                            |
|  | Marcatori | 9’ Aktürkoğlu 48’ Mertens 90+1’ Dervişoğlu |

| Arbitro: | Andris Treimanis |

|                 |           |                     |
| Seck 12’ (aut.) | Marcatori | 5’ Pierrot 15’ Saba |

| Arbitro: | João Pinheiro |

|           |           |                            |
| Bulat 39’ | Marcatori | 59’ Zuber 90’ Galanopoulos |

###### Piazzate
| Arbitro: | Radu Petrescu |

|                                        |           |               |
| Babadi 4’ De Jong 22’, 32’ Sangaré 73’ | Marcatori | 40’ Stanković |

| Arbitro: | Harald Lechner |

|                               |           |  |
| Bruma 17’ Pizzi 19’ Djaló 87’ | Marcatori |  |

| Arbitro: | István Kovács |

|             |           |  |
| Bernard 83’ | Marcatori |  |

| Arbitro: | Donatas Rumšas |

|                                 |           |                  |
| Tavernier 6’ (rig.) Dessers 15’ | Marcatori | 44’ (rig.) Bedia |

##### Ritorno

###### Campioni
| Arbitro: | Matej Jug |

|  |           |           |
|  | Marcatori | 49’ Tudor |

| Arbitro: | Craig Pawson |

|                                    |           |           |
| Pierrot 29’ Saba 45+2’ David 90+3’ | Marcatori | 86’ Tolić |

| Arbitro: | Nikola Dabanović |

|                         |           |  |
| Eriksen 17’ Linnes 112’ | Marcatori |  |

| Arbitro: | Serdar Gözübüyük |

|                                         |                      |                                  |
| Birmančević 80’ Laçi 105’ Olatunji 107’ | Marcatori            | 1’ Larsson 105+2’, 112’ Claesson |
| Krejčí Laçi Kairinen Sørensen           | Tiri di rigore 2 – 4 | Diks Claesson Boilesen Bardghji  |

| Arbitro: | Marco Guida |

|            |           |  |
| Icardi 24’ | Marcatori |  |

| Arbitro: | Espen Eskås |

|                          |           |                              |
| Araujo 90+2’ Vida 90+10’ | Marcatori | 45+2’ J. Šutalo 65’ Ljubičić |

###### Piazzate
| Arbitro: | Jakob Kehlet |

|              |           |                                            |
| Rakonjac 40’ | Marcatori | 9’ Pizzi 13’ Bruma 16’ Djaló 20’ Elmusrati |

| Arbitro: | Maurizio Mariani |

|            |           |               |
| Kutesa 22’ | Marcatori | 51’ Tavernier |

| Arbitro: | Srđan Jovanović |

|            |           |                                         |
| Bøving 26’ | Marcatori | 32’ Veerman 39’ De Jong 85’ (rig.) Pepi |

| Arbitro: | Michael Oliver |

|                                 |                      |                                                    |
| Aubameyang 2’, 45+1’            | Marcatori            | 90+9’ (rig.) Iōannidīs                             |
| Guendouzi Veretout Sarr Vitinha | Tiri di rigore 3 – 5 | Iōannidīs Bernard Kleinheisler Palacios Mladenović |

### Spareggi

#### Sorteggio
Il sorteggio è stato effettuato il 7 agosto 2023, 12:00 CEST.
Un totale di 12 squadre giocheranno nel girone di spareggio. Sono stati divisi in due percorsi:
- Percorso Campioni (8 squadre): 2 squadre accedono a questo turno e 6 vincitrici del terzo turno di qualificazione (Percorso Campioni).
- Percorso Piazzate (4 squadre): 4 vincitrici del terzo turno di qualificazione (Percorso Piazzate).

La posizione delle squadre come teste di serie si è basato sui coefficienti UEFA per club del 2023. Per le vincitrici del terzo turno di qualificazione, la cui identità non sarà nota al momento del sorteggio, verrà utilizzato il coefficiente della squadra con il punteggio più alto per ogni accoppiamento.
Le squadre sono state suddivise in due urne ("teste di serie" e "non teste di serie") in base al loro coefficiente UEFA; la squadra sorteggiata per prima gioca l'andata in casa.
| Teste di serie | Non teste di serie |          |          |
| Campioni       | Campioni           | Campioni | Campioni |
| -------------- | ------------------ | -------- | -------- |
| AEK Atene      | Maccabi Haifa      |          |          |
| Copenaghen     | Molde              |          |          |
| Young Boys     | Anversa            |          |          |
| Galatasaray    | Raków Częstochowa  |          |          |
| Piazzate       |                    |          |          |
| Rangers        | PSV                |          |          |
| Braga          | Panathīnaïkos      |          |          |

#### Risultati
| Squadra 1         | Totale   | Squadra 2     | Andata   | Ritorno  |
| Campioni          | Campioni | Campioni      | Campioni | Campioni |
| ----------------- | -------- | ------------- | -------- | -------- |
| Maccabi Haifa     | 0 - 3    | Young Boys    | 0 - 0    | 0 - 3    |
| Anversa           | 3 - 1    | AEK Atene     | 1 - 0    | 2 - 1    |
| Raków Częstochowa | 1 - 2    | Copenaghen    | 0 - 1    | 1 - 1    |
| Molde             | 3 - 5    | Galatasaray   | 2 - 3    | 1 - 2    |
| Piazzate          |          |               |          |          |
| Rangers           | 3 - 7    | PSV           | 2 - 2    | 1 - 5    |
| Braga             | 3 - 1    | Panathīnaïkos | 2 - 1    | 1 - 0    |

##### Andata

###### Campioni
| Arbitro: | Irfan Peljto |

|  |           |                     |
|  | Marcatori | 9’ (aut.) Racovițan |

| Arbitro: | François Letexier |

|             |           |  |
| Janssen 16’ | Marcatori |  |

| Haifa 23 agosto 2023, ore 21:00 CEST ritorno → | Maccabi Haifa | 0 – 0 referto | Young Boys | Stadio Sammy Ofer (29 864 spett.)\| Arbitro: \| Davide Massa \| |
| Arbitro:                                       | Davide Massa  |               |            |                                                                 |

| Arbitro: | Anthony Taylor |

|                         |           |                                       |
| Ellingsen 8’ Haugen 56’ | Marcatori | 25’ Oliveira 29’ Icardi 90+3’ Midtsjø |

###### Piazzate
| Arbitro: | Clément Turpin |

|                      |           |                         |
| Sima 45’ Matondo 76’ | Marcatori | 61’ Sangaré 80’ De Jong |

| Arbitro: | Felix Zwayer |

|                    |           |               |
| Ruiz 51’ Djaló 73’ | Marcatori | 90+5’ Mancini |

##### Ritorno

###### Campioni
| Arbitro: | Slavko Vinčić |

|                                       |           |  |
| Itten 23’ Seck 28’ (aut.) Ugrinic 46’ | Marcatori |  |

| Arbitro: | Szymon Marciniak |

|                                 |           |            |
| Icardi 7’ (rig.) Angeliño 90+3’ | Marcatori | 66’ Hestad |

| Arbitro: | Jesús Gil Manzano |

|            |           |                           |
| Araujo 90’ | Marcatori | 73’ Kerk 90+5’ Balikwisha |

| Arbitro: | István Kovács |

|           |           |               |
| Vavro 35’ | Marcatori | 87’ Zwoliński |

###### Piazzate
| Arbitro: | Daniele Orsato |

|  |           |           |
|  | Marcatori | 83’ Bruma |

| Arbitro: | José María Sánchez Martínez |

|                                                             |           |               |
| Saibari 35’, 53’ De Jong 66’ Veerman 78’ Goldson 81’ (aut.) | Marcatori | 64’ Tavernier |